# Буняковец
Буняковец (на македонска литературна норма: Буњаковец) е квартал на столицата на Северна Македония - Скопие, част от скопската община Център. В началото на XX век квартала е бил населен от богати семейства (евреи, сърби и македонци). Запазени са множество културни забележителности, като двореца на Шабан паша. В квартала са разположени зала „Универсиална“, търговски център „Буняковец“, гръцкото посолство, едно основно училище, две детски градини.